# ديانا رمانة
ديانا رمانة كاتبة وروائية أردنية ولدت في العاصمة الأردنية عمان سنة 1992، كتبت الرواية والمسرحية وترجمت أعمالها للغة الإسبانية، وبعد كتابتها لرواية طرف الخيط في سنة 2013 صنفت من قبل نقابة الكتاب الأردنيين «أصغر كاتبة أردنية».

## سيرة
ديانا رمانة كاتبة وروائية أردنية ولدت في عمان 1992عاشت طفولتها مع أسرتها بالعربية السعودية في مدينة جدة حيث تخرجت من مدارس رياض الأطفال إبتداء من الصف الثالث الإبتدائي بدأت ممارستها للكتابة، هذه الهواية عززتها بالقراءة وفي مرحلة الثانوية العامة كتبت مسرحية باللغة الأنجليزية مقتبسة من قصة سندريلا وحائزة على الرتبة الأولى في السعودية هذا التتويج شجعها على كتابة رواية «طرف الخيط» هذه الرواية نُشرت في نهاية عام 2013 ولاقت نجاحًا كبيرًا وحصلت على لقب الرواية الأكثر مبيعًا في الخليج العربي. عادت إلى عمان حيث التحقت في الجامعه الاردنيه لدراسة علم اللغات الأجنبية وتخصصت باللغات الاسبانية، الإنجليزية والألمانية. وترجمة روايتها إلى الإسبانية بمساعدة أساتذتهاتقول الكاتبة الأردنية ديانا رمانة إن روايتها الأولى «طرف الخيط» مهَّدت لها الطريق لخوض المجال الإبداعي وإن دراستها للغات الأجنبية وسفرها إلى ألمانيا وإسبانيا ساعداها على التجوال في بحور الحضارات والثقافات الغربية. بعد تجربة «طرف الخيط» قامت دايانا بكتابة أعمال أخري، روايتي «أحببتك حتى بلغ العشق منتهاه» و«فقاعتي الخاصة» ومسرحية «أعطني الناي».

## مؤلفاتها
1. طرف الخيط
2. أحببتك حتى بلغ العشق منتهاه
3. فقاعتي الخاصة
4. أعطني الناي